# János Lackfi
János Lackfi (ur. 18 maja 1971 w Budapeszcie) – węgierski poeta, pisarz, tłumacz literacki, nauczyciel akademicki i publicysta. Jest uznawany za jedną z czołowych postaci współczesnej literatury węgierskiej, znanym z wszechstronnej twórczości obejmującej poezję, prozę, literaturę dziecięcą oraz eseistykę. Laureat wielu prestiżowych nagród literackich, w tym Nagrody im. Attili Józsefa oraz Nagrody Prima Primissima.

## Życiorys
Urodził się w 1971 roku w Budapeszcie. Oboje jego rodzice, Katalin Mezey i János Oláh, byli poetami. W latach 1985–1989 uczęszczał do szkoły średniej im. Mihálya Táncsicsa. Jego pierwsza publikacja w czasopiśmie literackim miała miejsce w 1987 roku. W latach 1989–1996 studiował filologię węgierską i francuską na Uniwersytecie im. Loránda Eötvösa (ELTE), uzyskując dyplom. W 1994 roku wykładał literaturę belgijską na tejże uczelni. W 1996 roku został członkiem Węgierskiego Związku Pisarzy. W latach 1996–1999 odbył studia doktoranckie na Uniwersytecie im. Loránda Eötvösa. Od 1997 roku jest wykładowcą na Wydziale Francuskim Katolickiego Uniwersytetu Pétera Pázmánya oraz pełni funkcję sekretarza węgierskiego PEN Clubu. W 1999 roku został redaktorem czasopisma poświęconego literaturze światowej „Nagyvilág”. W 2000 roku był jednym z założycieli i redaktorów internetowego czasopisma Dokk.hu, które stanowi forum dla młodych talentów.

## Twórczość
János Lackfi jest autorem ponad trzydziestu książek, z których połowa przeznaczona jest dla dorosłych, a druga połowa dla dzieci. Przetłumaczył również ponad trzydzieści książek z języka francuskiego. Ukazały się cztery płyty CD z jego wierszami w oprawie muzycznej, wykonanymi między innymi przez Andrása Lovasiego, Andreę Malek i Ágnes Herczku. Jego zbiór esejów o tożsamości narodowej z 2012 roku, zatytułowany Milyenek a magyarok? (Jacy są Węgrzy?), sprzedał się w nakładzie dwudziestu pięciu tysięcy egzemplarzy. Kontynuacja, Milyenek MÉG a magyarok? (Jacy Węgrzy nadal są?), wydana w 2013 roku, osiągnęła nakład dziesięciu tysięcy egzemplarzy. W 2014 roku ukazał się jego zbiór opowiadań Három magyar igazság .

## Nagrody i wyróżnienia
János Lackfi jest laureatem wielu nagród i wyróżnień, w tym:
- Nagroda Attili Gérecz (1992)
- TEMPUS Grant Wolnego Uniwersytetu Brukselskiego (1995)
- Stypendium Sorosa (1998)
- Stypendium Fundacji Illyés (1998)
- First Prize in French Category at the Translation Competition of Palimpsest University Foundation (1999, 2000)
- Nagroda im. Attili Józsefa (2000)
- Nagroda Tibora Déry'ego (2001)
- Nagroda Salvatore Quasimodo (2002)
- Zsigmond Móricz Grant (2003)
- Grant Narodowego Centrum Książki w Paryżu (fr. Centre National du Livre) (2004)
- István Örkény Playwrights Grant (2005)
- Nagroda Prima Primissima (2013)[1]